# Titiapa
Titiapa (Callicebus oenanthe) är ett däggdjursart som beskrevs av Oldfield Thomas 1924. Titiapa ingår i släktet springapor och familjen Pitheciidae. Inga underarter finns listade.
För två exemplar registrerades en kroppslängd (huvud och bål) av 30 respektive 34 cm. Svansen var hos några andra exemplar 36 till 40 cm lång. Området närmast ögonen och nosen är bara glest täckt med hår och mörkt. Annars är övre delen av ansiktet täckt med vitaktig päls. På kroppens ovansida förekommer ljus gråbrun till ljusbrun päls. Den står i kontrast till den intensiv orange pälsen på undersidan och på extremiteternas insida som kan ha en ockra skugga. Ovansidans päls övergår på armarnas utsida fram till händerna till en ljusgrå färg. Callicebus oenanthe har en prickig brun svans med ljusare spets.
Denna springapa förekommer i kulliga områden och låga bergstrakter i norra Peru där den når 1050 meter över havet. Arten vistas i olika slags skogar, ofta nära vattendrag, och i människans växtodlingar.
Ett föräldrapar bildar en liten flock tillsammans med sina ungar. De vilar i träd och äter huvudsakligen insekter och frukter samt några frön, unga blad och andra växtdelar.
Honor parar sig allmänt med 8 till 10 månader mellanrum. Ungen diar sin mor cirka 150 dagar. Den har efter 6 till 21 månader samma storlek som de vuxna djuren.
Arten delar reviret med en underart av Saguinus fuscicollis. Ibland uppkommer strider om födan. Dessutom uppsöker titiapan områden där fåglar av släktet anier (Crotophaga) skriker. Så når de lättare fram till myrstackar.
Arten jagas för köttets skull och den hotas även av skogsavverkningar. IUCN kategoriserar arten globalt som akut hotad.